# غريغور كيتشالا
غريغور جين كيتشالا (بالإنجليزية: Gregor Jean Kiczales)‏، هو بروفيسور في قسم علوم الحاسب في جامعة كولومبيا البريطانية(أنظر: جامعة كولومبيا البريطانية) في كندا. من أفضل أعماله في بارك، البرمجة جانبية المنحى وَأسبكت جاي ‏ الَّتي هي امتداد للغة جافا. وَقد ساهَم أيضًا في تصميم نظام كائن ليسب الشائعة ‏، وَهو مؤلِّف كتاب «فن بروتوكول الكائن المتبدل ‏» بالتعاون مع جيم ديس بوبرو وَدانييل غوريسكو ريفيريس.
في عام 2002، كان كيتشالا الموجد المُساعِد لِـشركة البرمجي العالمي ‏ مع تشارلز سيموني، لكن لم يعد له أي صِلة بتلك الشركة.
في عام 2012، حصل على جائزة داهل-نيغارد الرَّفيعة.

## روابِط خارجيَّة
- صفحة غريغور كيتشالا الرَّئيسة